# くらはしけんじ
くらはしけんじ（本名：倉橋 謙二、1982年6月25日 - ）は、日本のシンガーソングライター、ラジオパーソナリティである。広島県広島市出身。インディーズレーベル「ORANGE BEAT MUSIC」代表。

## 来歴
中学生の時にギターを独学で習得し、高校時代にバンドを結成してコンテストでグランプリを受賞したことをきっかけに音楽の道を志す。
高校卒業後にソロ活動に転じ、主に広島でライブ活動を中心とした音楽活動を続ける。
近年はラジオパーソナリティやイベントMCなど活動の範囲を広げ、2010年7月から2014年6月まではローカルアイドルMMJのプロデュースも手がけた。2014年6月から2020年10月まで、広島のご当地アイドルetto-etto(えっとえっと)をプロデュース。

## エピソード
- 井口高校サッカー部の出身で、熱狂的なサッカーファン。Jリーグのチームでは地元サンフレッチェ広島のファンである。自身のラジオ番組でもサッカーのコーナーを持っている。常々「サッカーに関わる仕事がしたい」と口にしている。広島東洋カープファンでもある。
- 兄の倉橋直樹も同じレーベルの「Lifty」というユニットで音楽活動をしている。
- MMJのプロデュースをしていたが、本人はAKB48にもアイドルそのものにもほとんど興味がない。
- ラジオやMCのトークではそれほど広島弁は強く出さないが、一人称は広島弁で男子に一般的な「わし」を使うことが多い。
- 広島出身のアーティストに知り合いが多く、玉城ちはるやTEEとも親しい。
- 料理が好きで、こまめに作り、よく人にもふるまっている。
- オレンジ色を好み、自身が代表を務めるレーベル「ORANGE BEAT MUSIC」の名称もそれに由来する。また自宅の内装や服装もオレンジ色が多い。

## ディスコグラフィー

### シングル

#### インディーズ
| 枚                        | リリース日                | 曲名                      | 最高 週間 順位            | 販売形態                  | レコードNo:               |                           |
| ORANGE BEAT MUSICレーベル | ORANGE BEAT MUSICレーベル | ORANGE BEAT MUSICレーベル | ORANGE BEAT MUSICレーベル | ORANGE BEAT MUSICレーベル | ORANGE BEAT MUSICレーベル | ORANGE BEAT MUSICレーベル |
| ------------------------- | ------------------------- | ------------------------- | ------------------------- | ------------------------- | ------------------------- | ------------------------- |
| 1                         | 2005年8月25日             | wishes                    |                           | CD                        | ORB-03                    |                           |

## 出演

### ラジオ
- くらはしけんじのブチ抜き！小僧ROCK（毎週金曜日18:00 - 20:00、FMちゅーピー）
- MMJのHMR（毎週木曜日19:00 - 19:55、エフエムはつかいち）